# Media áurea (judaísmo)
En la literatura judía, la media áurea (hebreo: "שביל הזהב", "דרך האמצע", "דרך האמצעיה", "דרך האמצעית") se asocia principalmente con el filósofo Rambam, y recibió influencias del filósofo griego Aristóteles. En la Mishné Torá, el Rambam atribuye el método a los primeros sabios (Jazal) y a Abraham. Existen conceptos similares en la literatura rabínica, la Tosefta, el Yerushalmi y la literatura Musar. El rabino Isaac Arama también encuentra referencias en la Biblia.
El Rambam determinó que una persona necesita cuidar del alma tanto como del cuerpo, y al igual que una persona enferma acude a un médico, una persona con una enfermedad mental debe acudir al médico del alma, que es el filósofo o el sabio. El Rambam se opuso al enfoque determinista, argumentando que una persona tiene libre albedrío y la capacidad de moldear su vida.
Los conceptos forman parte de un sistema cuyo objetivo es mejorar las cualidades mentales y morales de una persona. El sello distintivo de este método es su sencillez, presentada como parte de la percepción del Rambam sobre la naturaleza del alma en el cuarto capítulo de su introducción a Pirkei Avot en la Mishná (también conocido como los "Ocho Capítulos").
El justo medio es también un principio básico de la literatura musar, en la que se anima a los practicantes a situar cada rasgo de carácter (middah; middot en plural) en un lugar equilibrado entre los extremos. Por ejemplo, no es bueno tener demasiada paciencia, pero tampoco es bueno vivir sin nada de paciencia. Se puede decir que Musar implica ser lo suficientemente consciente como para llevar los rasgos del carácter, los pensamientos y los deseos propios a un estado de equilibrio en tiempo real.